# ヤクシソウ
ヤクシソウ（薬師草、学名：Youngia denticulata）は、キク科オニタビラコ属の二年草。ウサギノチチなどの別名があり、葉などを傷付けると乳液が出る。

## 特徴
高さは30-120 cm。初期には根出葉があるが、花時にはほとんどなくなり、茎葉だけになる。茎葉は基部が張り出して茎を抱く。葉は互生し、長さ5-10 cm、幅2-5 cmの長楕円形-倒卵形。茎や葉を折ると苦味のある白い乳液を出す。花期は9-11月で枝の上部に直径1.5 cmほどの黄色い花を固まって咲かせる。花は上向きに開くが、花が終わると下向きになる。
和名の由来は不明であるとする説や、葉の形が薬師如来の光背に似ているとする説、かつて薬草（民間薬として皮膚の腫れものに外用）に使われたことによるとする説がある。中国名は「苦菜」。学名の「denticulata」は、「細歯のある」の意味である。

## 分布
朝鮮半島・中国・台湾・インドネシア・ベトナム・インドなどと日本の北海道・本州・四国・九州・屋久島の日当たりのよい乾いた山野に生える。奥秩父や四国山地などの石灰岩、蛇紋岩地帯の岩壁にも分布する。新しく林道をつけた斜面の裸地に真っ先に侵入するパイオニア植物である。

## シノニム
- Crepidiastrum denticulatum (Houtt.) J.H.Pak et Kawano
- Paraixeris denticulata (Houtt.) Nakai

## 近縁種
花の外観は同科のアキノノゲシやハナニガナなどに似ている。
- イワヤクシソウ(Youngia yoshinoi) - 岡山県の石灰岩の山地帯に分布する[8]。別名がナガバノヤクシソウ。環境省のレッドリストの絶滅寸前の種の指定を受けている[9]。
- ハナヤクシソウ（Youngia denticulata f. pinnatipartita (Makino) Kitam. ） - 葉が羽根状に深く裂ける[1][5]。

## 関連画像
|                                                             |                                                     |
| ヤクシソウの花と蕾 モレ谷林道（小津権現山北側）・2011年10月 | ヤクシソウを吸蜜するキチョウ モレ谷林道・2011年10月 |